# Dariusz Batek
Pour les articles homonymes, voir Batek.
Dariusz Batek, né le 27 avril 1986 à Oświęcim, est un coureur cycliste polonais, professionnel de 2005 à 2016.

## Biographie
Dariusz Batek commence sa carrière cycliste en VTT. En 2005, il se classe deuxième du championnat de Pologne de cross-country VTT derrière Marek Galiński. Aux championnats du monde de VTT 2007 à Fort William, il remporte la médaille d'argent du relais mixte et termine cinquième de la course des espoirs (moins de 23 ans). Sur route, il est vice-champion de Pologne du contre-la-montre espoirs en 2007, derrière Maciej Bodnar. Aux mondiaux de VTT de 2008, il termine quatrième du relais mixte.
Après avoir pratiqué le cyclisme sur route de manière occasionnelle, Batek se reconvertit complètement au cyclisme sur route en 2010. De 2010 à 2012, il court pour l'équipe continentale professionnelle polonaise CCC Polsat Polkowice. Son meilleur résultat durant cette période est une deuxième place au classement général de la Szlakiem Walk Majora Hubala. Les années suivantes, il court pour des équipes cyclistes plus petites et remporte notamment le classement par points du CCC Tour-Grody Piastowskie en 2016. Sa victoire lors de la première étape du Tour of Malopolska en 2016 reste sa seule victoire internationale sur route.
Après la saison 2016, il reprend le VTT, se concentrant sur le cross-country marathon. Il devient champion de Pologne de cette discipline en 2008, 2012, 2017 et 2018,. Il met un terme à sa carrière cycliste après la saison 2019.

## Palmarès sur route

### Par années
- 2010
  - 2e du Szlakiem Walk Majora Hubala
- 2016
  - 1re étape du Tour of Malopolska
  - 2e de la Visegrad 4 Bicycle Race-GP Hungary
  - 3e de la Visegrad 4 Bicycle Race-GP Polski

### Classements mondiaux
| Année           | 2007  | 2008 | 2009  | 2010 | 2011 | 2012 | 2013 | 2014 | 2015 | 2016 |
| --------------- | ----- | ---- | ----- | ---- | ---- | ---- | ---- | ---- | ---- | ---- |
| UCI Europe Tour | 1187e |      | 1013e | 444e |      |      |      |      | 241e | 327e |

## Palmarès en VTT

### Championnats du monde
- Fort William 2007
  -  Médaillé d'argent du relais mixte

### Championnats de Pologne
- Champion de Pologne de cross-country marathon : 2008, 2012, 2017 et 2018